# Paper Monsters
Paper Monsters är David Gahans första soloalbum, släppt 2003.

## Låtförteckning
1. "Dirty Sticky Floors"
2. "Hold On"
3. "A Little Piece"
4. "Bottle Living"
5. "Black And Blue Again"
6. "Stay"
7. "I Need You"
8. "Bitter Apple"
9. "Hidden Houses"
10. "Goodbye"